# Důl Jeroným
Důl Jeroným je zaniklý cínový důl na území obce Rovná v okrese Sokolov, který se svoji ojedinělou zachovalostí a rozlehlostí řadí mezi nejvýznamnější památky svého druhu v Evropě. Dochovaly se v něm impozantní středověké komory a důkazy dobývacích metod. V chodbách jsou dobře patrné hornické práce želízkem a mlátkem, v komorách stropy se sazemi, dokladující dobývání metodou sázení ohněm. Důl Jeroným sice nebyl tak bohatý a věhlasný jako okolní doly v Krásně a Horním Slavkově, zachoval se však v původní podobě.
Od roku 1990 byl chráněn jako technická kulturní památka České republiky. Roku 2008 získal vyšší ochranu a je již chráněn jako národní kulturní památka. Důl Jeroným patří zároveň k nejvýznamnějším exkurzním lokalitám Geoparku Egeria, součásti Česko - bavorského geoparku.

## Poloha
Historický hlubinný důl se nachází v Karlovarském kraji v okrese Sokolov, asi 1 km západně od zaniklého královského horního města Čisté, zcela zničeného armádou jen několik let po 2. světové válce. Lokalita leží v katastrálním území Čistá u Rovné a územně spadá pod obec Rovnou.
Území je součástí vrcholové oblasti Slavkovského lesa. Dominuje mu plochý horský hřbet, který na severním svahu přechází pozvolna do údolního dna Cínového potoka, kde se nacházejí vstupy do historického Dolu Jeroným. Západní svahy hřbetu spadají do údolí Lobezského potoka, jižní a jihozápadní svahy do údolí Chalupeckého potoka. Ve svahu při úpatí pravého břehu Chalupeckého potoka se nachází ústí dědičné štoly Dolu Jeroným.

## Geologie
Území má ráz rozsáhlé náhorní roviny, ležící v nadmořské výšce 750 až 800 m. Z geologického hlediska se jedná o ložisko cínowolframového zrudnění, kde důl Jeroným představuje okrajovou část v jihozápadní části Čistecko-krásenského pásma slavkovské rulové kry, která tvoří příkrov karlovarského žulového plutonu. Ruly v oblasti Čisté prostupují nejméně dvě mocnější křemenné žíly. Vlastní ložisko tvoří mocné, ale chudé rudní čočky v greisenech, vázáné na kontakt menšího žulového pně s okolní rulou a drobné rudní žíly v rulách (pararuly až migmatické ruly), tvořené křemenem s kasiteritem a wolframitem.
Hlavním rudním minerálem v dole Jeroným byl kasiterit, který se stal předmětem těžby. V podružné míře se na ložisku vyskytovala wolframová ruda wolframit, která však nebyla předmětem těžby.

## Historie

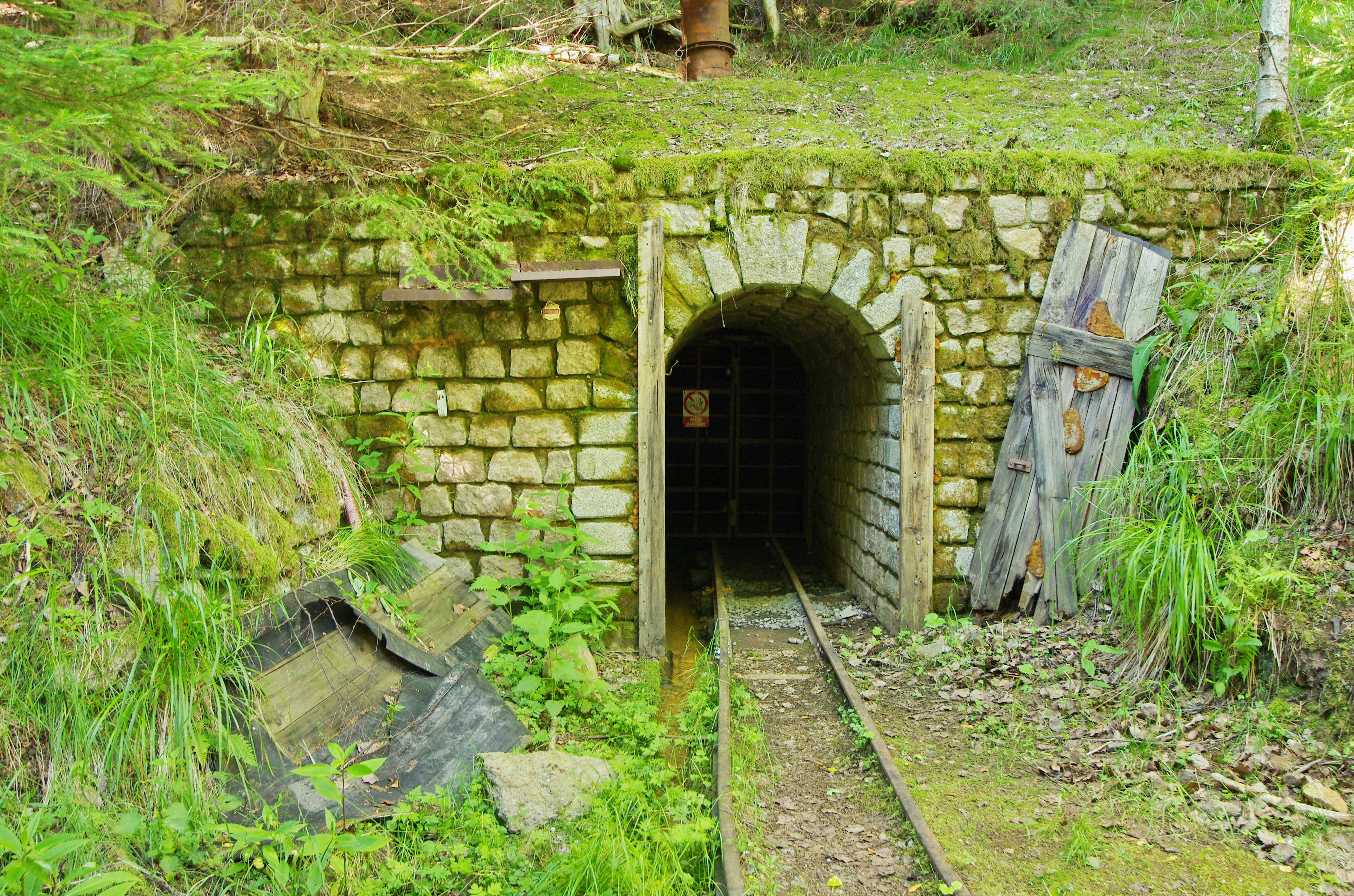
Portál dědičné štoly v údolí Chalupeckého potoka

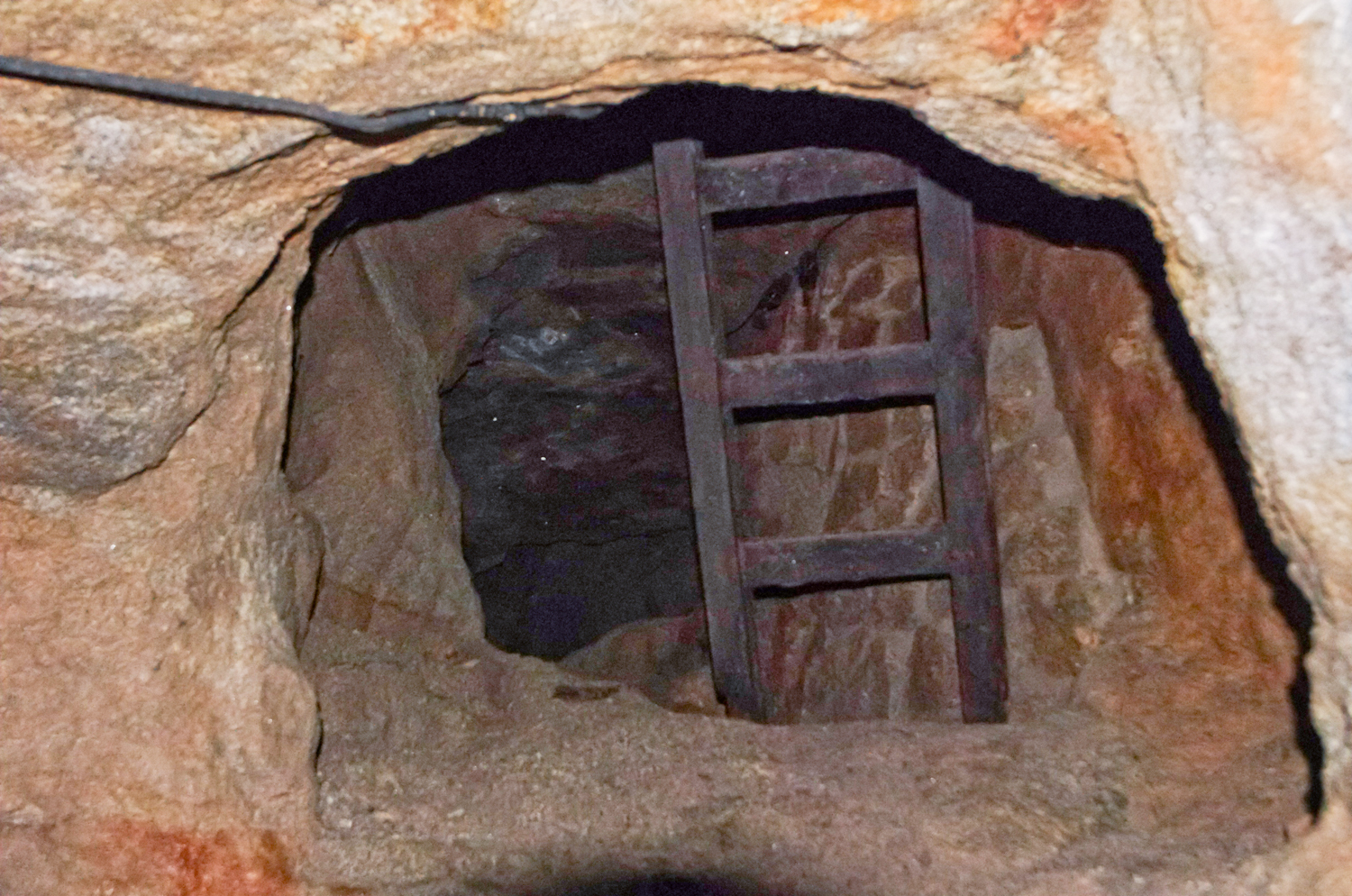
Podzemní prostory

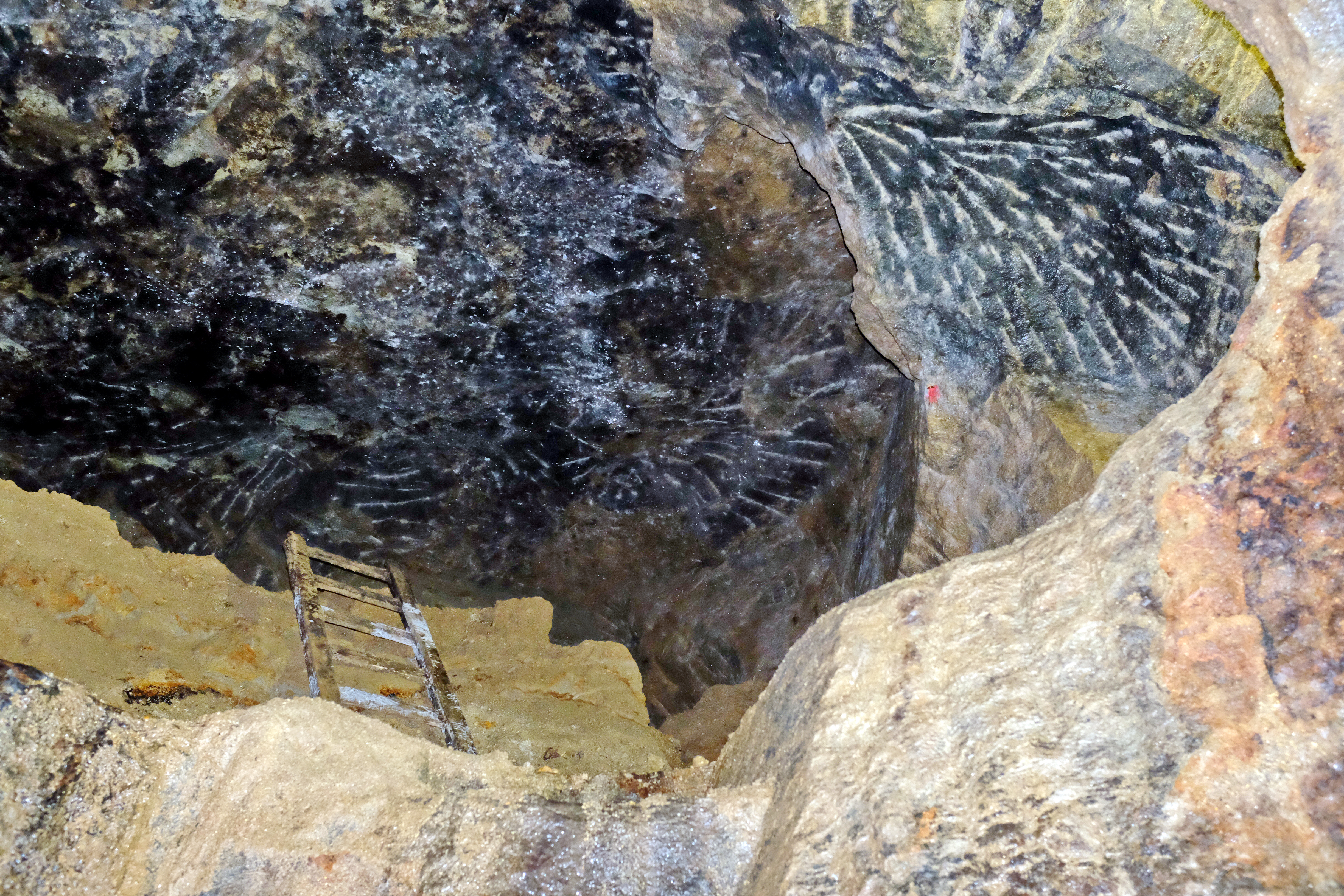
Komora se stopami po hornickém želízku

Hlubinné těžbě cínových rud v dolu Jeroným předcházelo rýžování, které probíhalo v okolí Čisté pravděpodobně již na přelomu 12. století a 13. století. Rýžování probíhalo v údolí Lobezského, Mlýnského a Cínového potoka, od Podstrání až po Krásno. Po vytěžení okolních rýžovišť nastoupilo hlubinné dobývání. Bohužel většina písemností, zejména báňská dokumentace byla zničena při požáru města v roce 1772. Podrobnou historii báňské činnosti nelze doložit archivními materiály. Přesto lze počátky hlubinného dobývání zařadit do období druhé poloviny 15. století. S vysokou pravděpodobností je však důl výrazně starší. Průzkum prováděný v roce 2016 archeology z Národního památkového ústavu v Lokti prokázal, že hlubinná těžba v dole Jeroným probíhala již ve 14. století.
Cínový důl Jeroným eviduje báňský úřad již v roce 1548. V roce 1551 propůjčil císař Ferdinand I. městu Čistá horní právo a městská práva královského horního města. K největšímu rozmachu dobývání došlo v druhé polovině 16. století, stejně jako u ostatních ložisek Slavkovského lesa. Po rychlém rozvoji se těžba dostala do útlumu a byla jen sporadická. Sporadická těžba se udržovala pouze z důvodu zachování statutu horního města a po zničení cínové huti roku 1631 byla zastavena a doly byly opuštěny. V roce 1847 jsou již doly v Čisté uváděny jako sešlé. Několik neúspěšných pokusů o obnovení těžby se uskutečnilo v letech 1887 – 1905 a v letech 1940 – 1943. V letech 1964 až 1966 prováděl tehdejší Ústřední ústav geologický vyhledávací průzkum ložiska. Byla vyzmáhána štola Jeroným a proveden vrtný průzkum. Odhadem bylo dolem Jeroným vytěženo celkem 500 až 700 tun cínu. Obsah kovu v rudě se pohyboval pouze kolem 0,2 až 0,4 % Sn, avšak ruda měla velmi dobrou úpravárenskou výtěžnost. V porovnání s cínovými ložisky v Krásně a Horním Slavkově se však těžba v Čisté zdaleka nepřiblížila hodnotám těchto ložisek, neboť produkce cínu slavkovského a krásenského revíru za období let 1500 až 1620 se odhaduje okolo 32 tisíc tun.

## Současnost

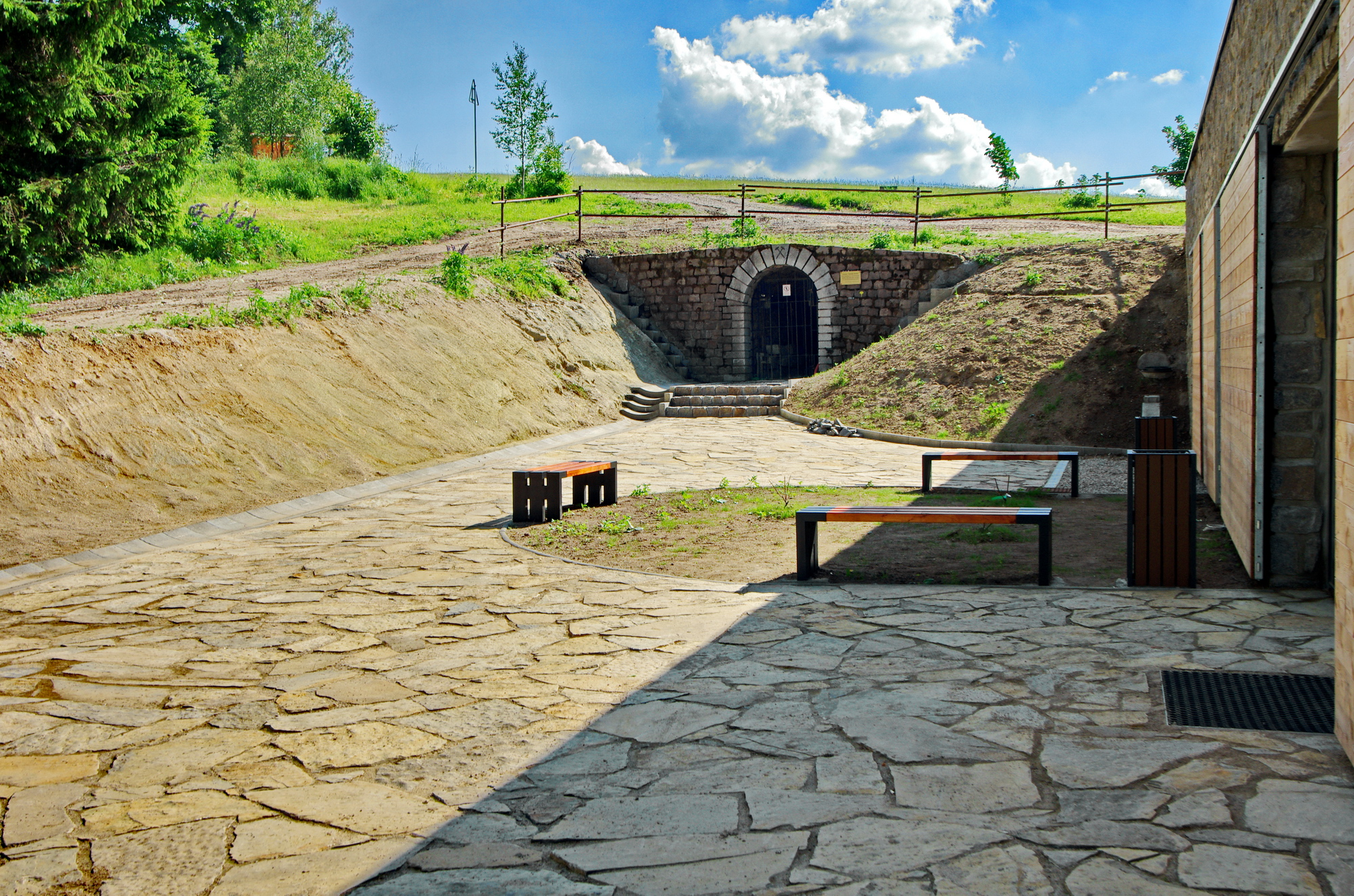
Prostranství upravené v roce 2015

V roce 1982 nalezl František Baroch u silnice v poli propadlinu. Při jejím zkoumání zjistil, že se dostal do části starého opuštěného dolu Jeroným. Nalezl zde ručně ražené chodby i komory.
Práce na zpřístupnění dolu Jeroným veřejnosti začaly v roce 1996 opravou portálu štoly Jeroným. Prvotní pokus o zpřístupnění podzemí Dolu Jeroným byl proveden v letech 1997 až 1999 k zajištění odtoku důlních vod přes odvodňovací štolu Jeroným, která se nachází v údolí Chalupeckého potoka. V roce 1998 byly zahájeny práce na zpřístupnění podzemí pomocí jámy Jeroným. Byl odtěžen zásypový materiál jámy a jáma byla nově vystrojena. V roce 2001 započala rekonstrukce šachtice. Práce byly ukončeny v lednu 2002. V roce 2003 byly zahájeny technologické práce ve štole Jeroným a v roce 2005 byla ukončena rekonstrukce dědičné štoly Jeroným. V říjnu 2013 se důl Jeroným oficiálně otevřel pro veřejnost.
Od května 2014 probíhala výstavba vstupního objektu dolu Jeroným v Čisté u Rovné, která byla financovaná z Regionálního operačního programu regionu soudržnosti Severozápad a podporována z Evropského fondu pro regionální rozvoj. V květnu 2014 byly v dole Jeroným objeveny nové, dosud nepřístupné důlní prostory, které pravděpodobně pocházejí z 16. století a ve kterých nejspíš nikdo nebyl stovky let. V nově objevených částech dolu byly objeveny dvě nové komory. Jejich průměrná výška se pohybuje mezi 3 a 4 metry, šířka mezi 5 a 9 metry.
Od května 2015 slouží návštěvníkům nová vstupní budova s parkovištěm pro osobní auta i autobusy. Stavba získala v soutěži „Stavba Karlovarského kraje 2015“ čestné uznání za urbanistické a architektonická řešení.